# Edward Steichen

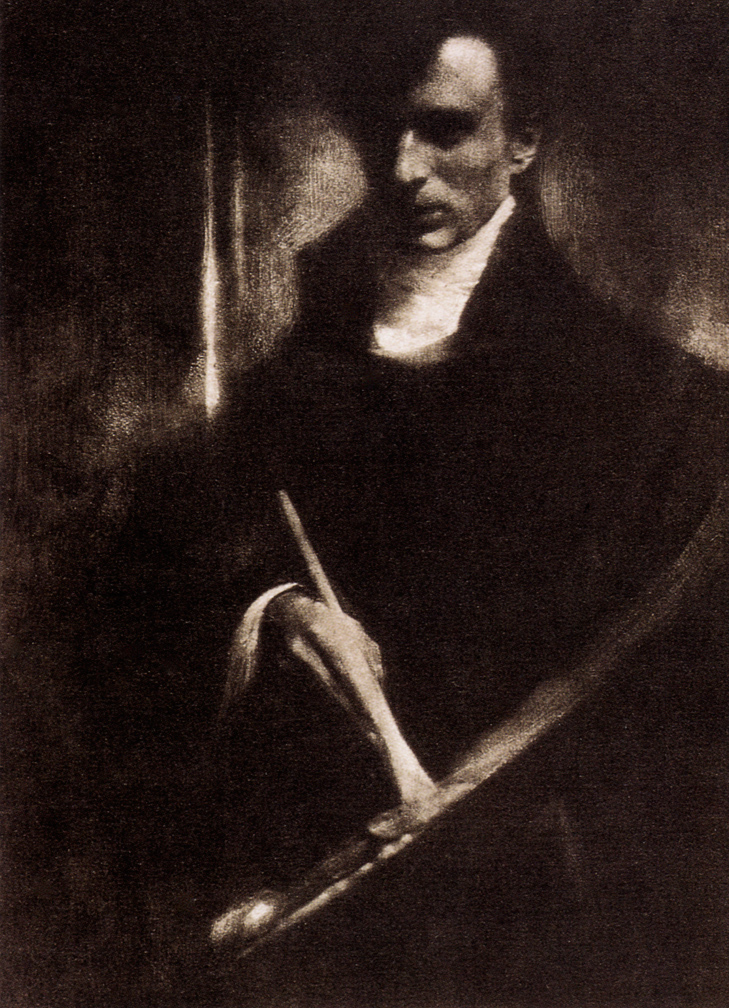
Självporträtt, publicerat i Camera Work Nr 2, 1903

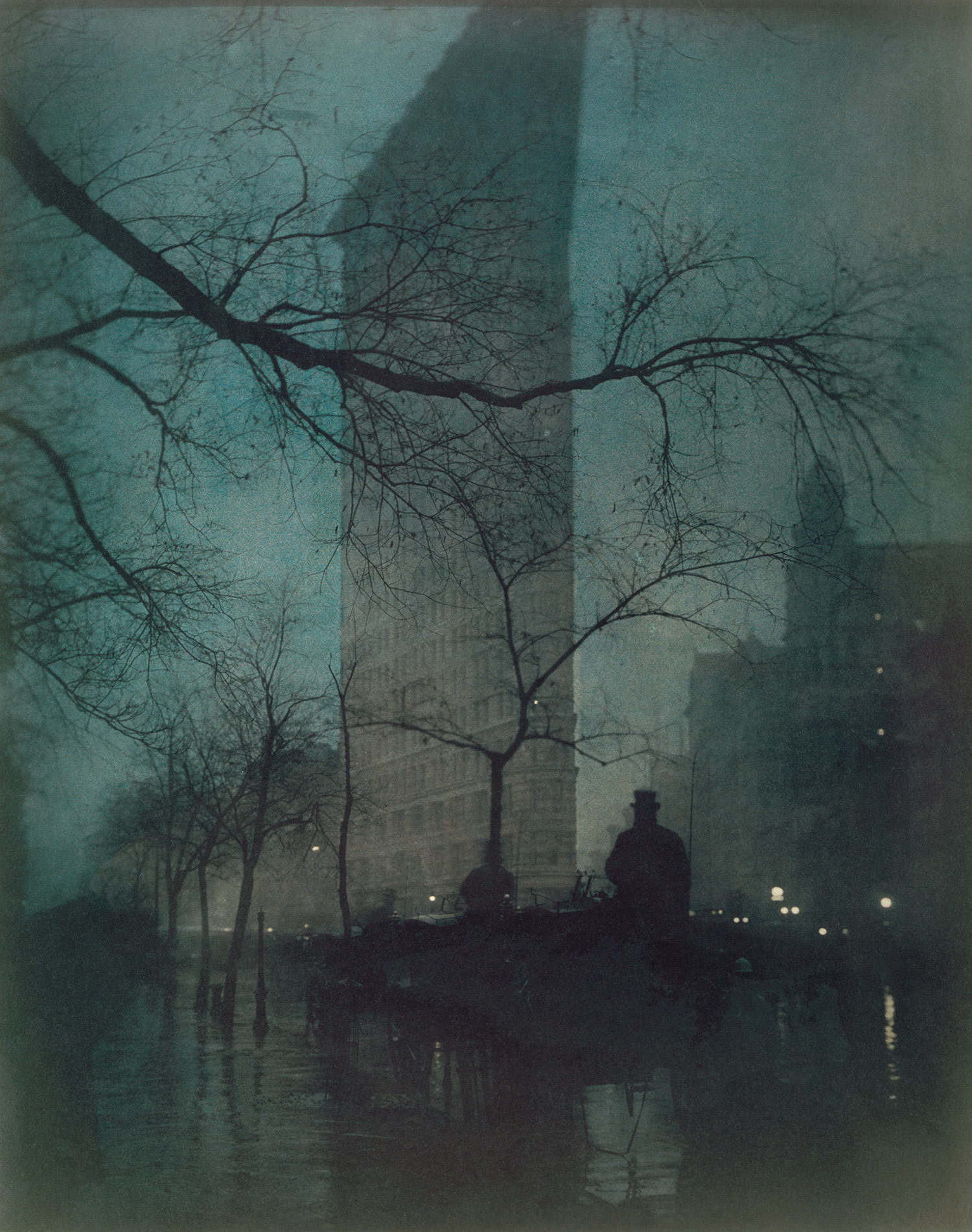
Flatiron Building, New York (1904)

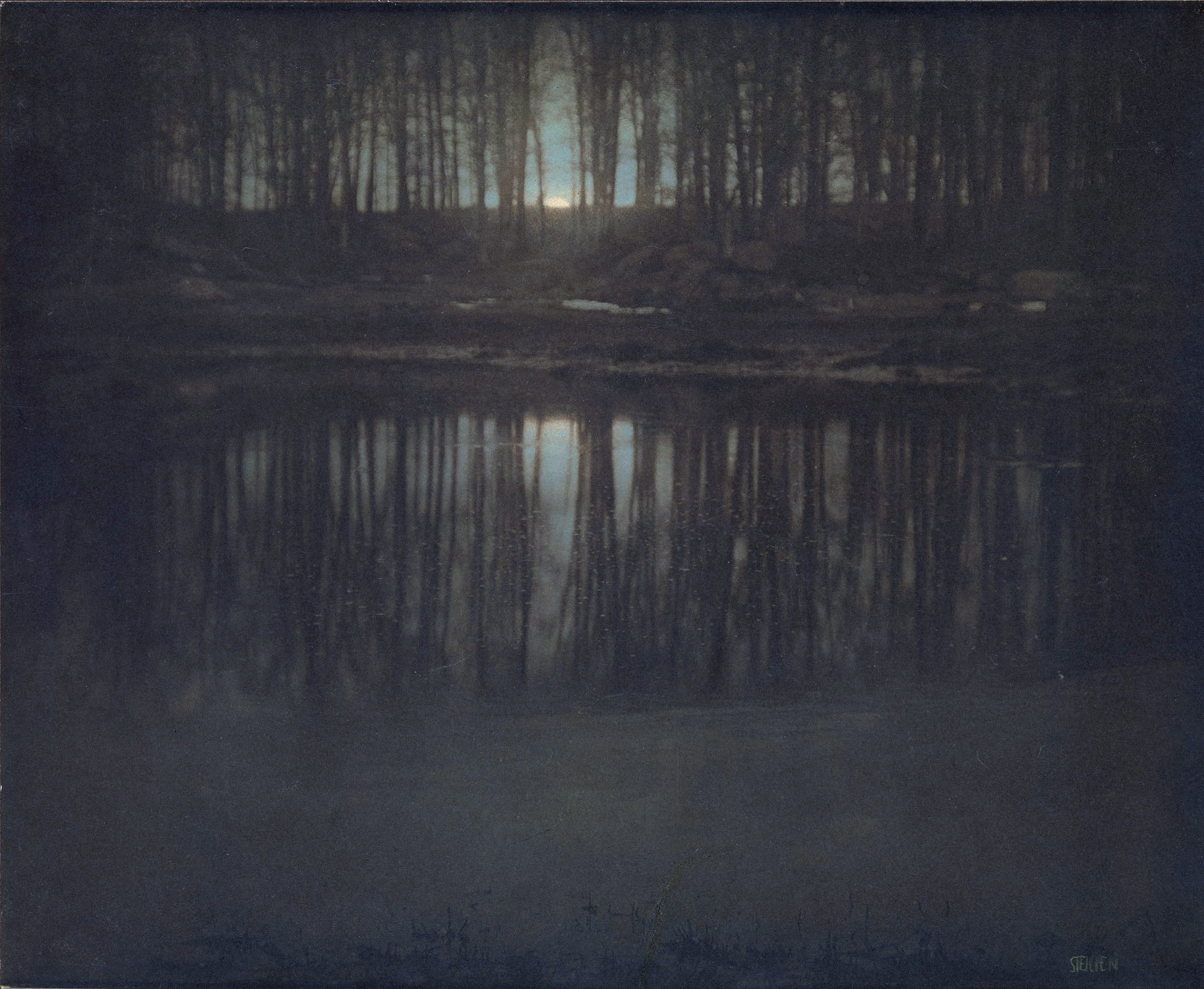
The Pond-Moonlight

Edward Steichen, född Eduard Steichen 27 mars 1879 i Bivange i Luxemburg, död 25 mars 1973 i Redding i Connecticut, var en amerikansk fotograf, målare och kurator.

## Levnad och verk
Edward Steichens familj emigrerade till gruvstaden Hancock i Michigan i USA 1881 då Steichen var ett år gammal och han blev amerikansk medborgare 1900. Steichen utbildade sig i litografi och målning 1898. Han började också tidigt fotografera och uppmärksammades som fotograf första gången 1899 på en fotoutställning i Philadelphia. Han etablerade sig runt sekelskiftet som målare och tog med sig ett måleriperspektiv in i fotokonsten.
Edward Steichen bidrog till den grafiska utformningen av Alfred Stieglitz' tidskrift Camera Work och arbetade sedan där som fotograf mellan 1903 och 1917. Därefter tjänstgjorde han som krigsfotograf i den amerikanska armén i första världskrigets slutskede.
Mellan 1923 och 1938 medverkade Steichen i bland annat Vogue och Vanity Fair samtidigt som han arbetade för olika reklambyråer i New York. Under andra världskriget tjänstgjorde han i den amerikanska flottan som ansvarig för dess fotodetalj. Han spelade under denna tid in dokumentärfilmen The Fighting Lady, vilken 1945 fick Academy Award for Best Documentary.
Efter andra världskriget var Steichen först utställningsintendent och därefter från 1947 till 1962 chef för fotoavdelningen på Museum of Modern Art i New York. I arbetet vid detta museum var han utställningskomissarie för fotoutställningen The Family of Man, som visades först på Museum of Modern Art 1955 och därefter i ett stort antal länder, däribland Sverige.
Steichen är representerad vid bland annat Moderna Museet, Nationalmuseum, Victoria and Albert Museum, Metropolitan Museum, Museum of Modern Art och Whitney Museum of American Art.